# Catarhoe undulosa
Catarhoe undulosa là một loài bướm đêm trong họ Geometridae.